# Kroktjärnen (Åsele socken, Lappland, 711473-158381)
Kroktjärnen är en sjö i Åsele kommun i Lappland och ingår i Ångermanälvens huvudavrinningsområde. Sjön har en area på 0,0962 kvadratkilometer och ligger 315,8 meter över havet.

## Delavrinningsområde
Kroktjärnen ingår i det delavrinningsområde (711377-158422) som SMHI kallar för Utloppet av Kroktjärnen. Medelhöjden är 341 meter över havet och ytan är 1,94 kvadratkilometer. Det finns inga avrinningsområden uppströms utan avrinningsområdet är högsta punkten. Vattendraget som avvattnar avrinningsområdet har biflödesordning 3, vilket innebär att vattnet flödar genom totalt 3 vattendrag innan det når havet efter 205 kilometer. Avrinningsområdet består mestadels av skog (85 procent). Avrinningsområdet har 0,17 kvadratkilometer vattenytor vilket ger det en sjöprocent på 8,6 procent.